# Plinio Apuleyo Mendoza
Pour les articles homonymes, voir Mendoza.
Plinio Apuleyo Mendoza est un écrivain colombien né en 1932 à Tunja dans le département de Boyacá.